# Metro van Nanning
De metro van Nanning is een vorm van openbaar vervoer in de Chinese miljoenenstad Nanning. Vijf lijnen met 93 metrostations (waarvan elf met overstapmogelijkheden) op een traject van 128 km werden sinds juni 2016 in gebruik genomen. Nanning, hoofdstad van de autonome regio Guangxi, werd toen ook de eerste stad in de regio waar een metro in gebruik werd genomen. In 2024 werden 365 miljoen reizigers vervoerd.

## Lijnen
| Lijn | Eindbestemmingen                     | Geopend    | Lengte  | Stations |
| ---- | ------------------------------------ | ---------- | ------- | -------- |
| 1    | Shibu - Nanning East railway station | 2016, 2016 | 32,1 km | 25       |
| 2    | Xijin - Tanze                        | 2017, 2020 | 27,3 km | 23       |
| 3    | Keyuan Dadao - Pingliang Overpass    | 2019       | 27,9 km | 23       |
| 4    | Hongyun Lu - Lengtangcun             | 2020       | 20,7 km | 16       |
| 5    | Guokai Dadao - Jinqiao Coach Station | 2021       | 20,2 km | 17       |

## Tarieven
Nanning Rail Transport hanteert kilometertarieven in functie van trajectlengte met minimaal 2 yuan voor elke afstand tot en met 6 kilometer, en hogere tarieven tot 6 yuan voor langere afstanden. Daarnaast zijn er kortingen en vrijstellingen voor specifieke bevolkingsgroepen en leeftijdscategorieën.

## Ligging in stad

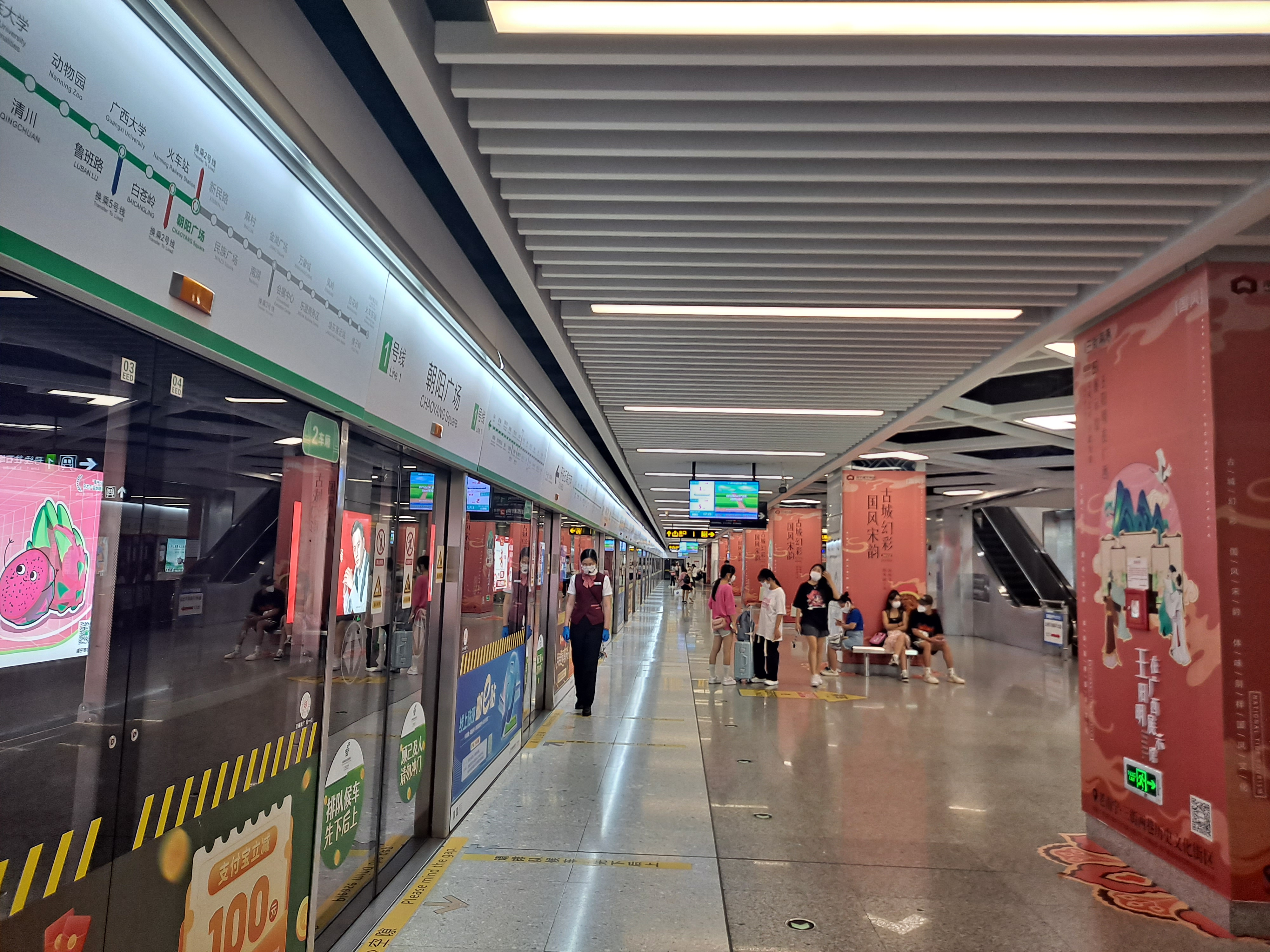

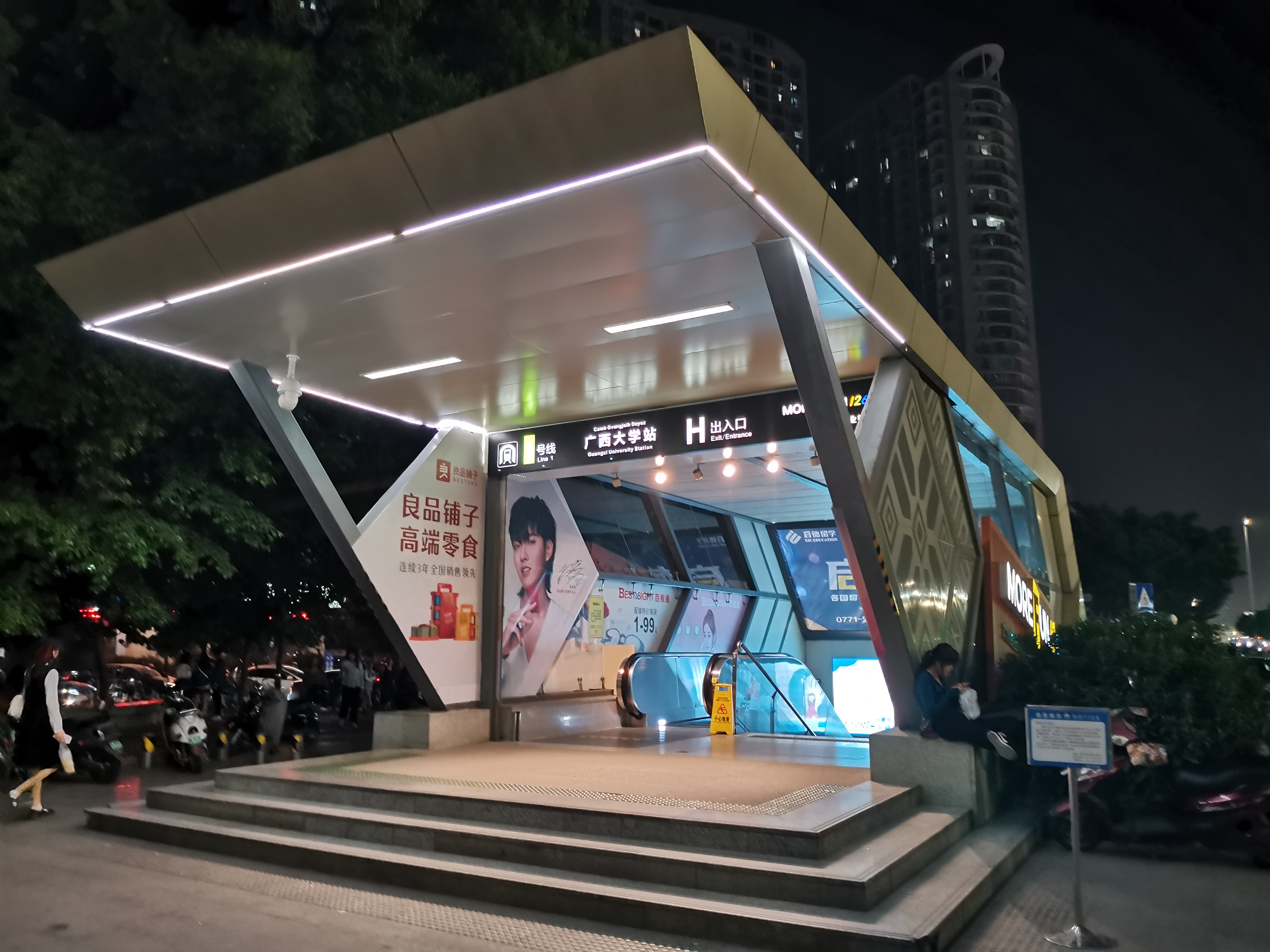